# Anton Urban
Anton Urban (Kysak, 16 de janeiro de 1934 – 5 de março de 2021) foi um futebolista eslovaco que atuou como defensor.

## Carreira
Urban jogou no Slovan Bratislava, com o qual venceu três vezes a Copa da Tchecoslováquia. Foi o capitão da seleção nacional que conquistou a medalha de prata em Tóquio 1964.

## Morte
Urban morreu em 5 de março de 2021, aos 87 anos de idade.